# Eselmühle (Naturschutzgebiet)
Eselmühle ist ein mit Verordnung des Regierungspräsidiums Tübingen vom 22. Oktober 2002 ausgewiesenes Naturschutzgebiet mit der Nummer 4.307.

## Lage
Das Naturschutzgebiet befindet sich im Naturraum Hohe Schwabenalb und liegt etwa zwei Kilometer nordwestlich von Straßberg im Schmiechatal. Das Gebiet ist Teil des FFH-Gebiets Nr. 7820-341 Schmeietal.

## Schutzzweck
Laut Verordnung ist der wesentliche Schutzzweck die Erhaltung eines vielfältig strukturierten Gebietes mit seinem durch klimatische, geomorphologische und nutzungsgeschichtliche Voraussetzungen entstandenen Mosaik schutzwürdiger landschaftstypischer und kulturhistorisch bedeutsamer Biotope als
- Lebens- und Rückzugsraum für vom Aussterben bedrohte, gefährdete und geschützte Tier- und Pflanzenarten,
- Landschaftsteil von besonderer landschaftlicher Schönheit,
- wichtiger Bestandteil im lokalen Biotopverbund des Schmiecha-/Schmeientals. Besonderer Schutzzweck ist im Einzelnen:
- für das Gesamtgebiet die Erhaltung der wertbestimmenden Standort- und Strukturvielfalt und der Schutz vor Beeinträchtigungen,
- für die Seggenrieder, Hochstaudenfluren und Röhrichtbestände die Erhaltung, die Pflege und der Schutz vor Beeinträchtigungen,
- für die Grünlandflächen unterschiedlicher Feuchtestufen die weitere extensive Nutzung und Pflege als Mähwiesen,
- für das Gesamtgebiet der Schutz vor Verbuschung, Nutzungsintensivierung und Umnutzung,
- für die Bäche und Gräben mit ihren Hochstauden- und Gehölzsäumen der Schutz vor Holzwerbung, wasserbaulichen Eingriffen, Verbauung, Ablagerungen und Ruderalisierungen und die Förderung der natürlichen Fließgewässerdynamik.

## Flora und Fauna
Im Schutzgebiet gedeihen Spatelblättriges Greiskraut und Blaue Himmelsleiter. Aus der Schmetterlingsfauna sind die gefährdeten Arten Mädesüß-Perlmuttfalter, Baldrian-Scheckenfalter, Lilagold-Feuerfalter und Randring-Perlmuttfalter hervorzuheben. Bei den Libellenarten muss die Gebänderte Prachtlibelle genannt werden und in den Teichen des Gebiets kommt die Gelbbauchunke vor.